# Heinz Roemheld
Heinz Roemheld (1 de maio de 1901 — 11 de fevereiro de 1985) é um compositor estadunidense. Venceu o Oscar de melhor trilha sonora na edição de 1943 por Yankee Doodle Dandy.

## Filmografia parcial
- The White Hell of Pitz Palu (1929)
- All Quiet on the Western Front (1930)
- The Czar of Broadway (1930)
- See America Thirst (1930)
- The Hunchback of Notre Dame (1931 reissue)
- Murders in the Rue Morgue (1932) (stock music, uncredited)
- Golden Harvest (1933)
- The Invisible Man (1933) (uncredited)
- Fashion Follies of 1934 (1934)
- One Exciting Adventure (1934)
- Housewife (1934)
- Bombay Mail (1934)
- The Man Who Reclaimed His Head (1934)
- Imitation of Life (1934)
- The Black Cat (1934)
- Midnight Alibi (1934)
- Ruggles of Red Gap (1935)
- Storm Over the Andes (1935)
- Mary Burns, Fugitive (1935)
- Werewolf of London (1935) (sem créditos)
- The Girl from 10th Avenue (1935)
- Front Page Woman (1935)
- Dracula's Daughter (1936)
- Her Master's Voice  (1936)
- Flash Gordon (serial, 1936)
- Three Smart Kids (1936)
- The Girl on the Front Page (1936)
- Stage Struck (1936)
- Times Square Playboy (1936)
- China Clipper (1936)
- It's Love I'm After (1937)
- Stand-In (1937)
- The Perfect Specimen (1937)
- I Met My Love Again (1938)
- Four's a Crowd (1938)
- Comet Over Broadway (1938)
- Nancy Drew, Reporter (1939)
- Gone with the Wind (1939) (sem créditos)
- You Can't Get Away with Murder (1939)
- Invisible Stripes (1939)
- A Child is Born (1940)
- Brother Orchid (1940)
- No Time for Comedy (1940)
- The Man Who Talked Too Much (1940)
- Brother Rat and a Baby (1940)
- British Intelligence (1940)
- My Love Came Back (1940)
- Lady with Red Hair (1940)
- Four Mothers (1941)
- Strawberry Blonde (1941)
- Flight from Destiny (1941)
- Blues in the Night (1941)
- The Wagons Roll at Night (1941)
- Affectionately Yours (1941)
- Honeymoon for Three (1941)
- Always in My Heart (1942)
- The Male Animal (1942)
- Wild Bill Hickok Rides (1942) (sem créditos)
- Yankee Doodle Dandy (1942)
- Gentleman Jim (1942)
- The Hard Way (1943)
- The Desert Song (1944)
- Make Your Own Bed (1944)
- Janie (1944)
- Shine On, Harvest Moon (1944)
- Too Young to Know (1945)
- O.S.S. (1946)
- Mr. Ace (1946)
- The Fabulous Joe (1947)
- Heaven Only Knows (1947)
- It Had to Be You (1947)
- Down to Earth (1947)
- Christmas Eve (1947)
- Curley (1947)
- The Flame (1947)
- The Lady from Shanghai (1947)
- On Our Merry Way (1948)
- Here Comes Trouble (1948)
- I, Jane Doe (1948)
- Station West (1948)
- Who Killed Doc Robbin (1948)
- The Girl from Manhattan (1948)
- The Fuller Brush Man (1948)
- My Dear Secretary (1948)
- Mr. Soft Touch (1949)
- Lucky Stiff (1949)
- Miss Grant Takes Richmond (1949)
- The Good Humor Man (1950)
- Kill the Umpire (1950)
- Rogues of Sherwood Forest (1950)
- The Fuller Brush Girl (1950)
- Valentino (1951)
- Chicago Calling (1952)
- The Big Trees (1952)
- Jack and the Beanstalk (1952)
- Loan Shark (1952)
- Three for Bedroom C (1952)
- Ruby Gentry (1952)
- The Moonlighter (1953)
- The Square Jungle (1955)
- Hell's Horizon (1955)
- There's Always Tomorrow (1956)
- The Tall T (1957)
- The Monster That Challenged the World (1957)
- Decision at Sundown (1957)
- The Tall T (1957)
- Ride Lonesome (1959)
- Lad, A Dog (1962)